# François Mathieu Vernezobre de Laurieux
François Mathieu Vernezobre de Laurieux (* 16. November 1690 in Königsberg; † 20. Oktober 1748 in Berlin) war ein preußischer Großkaufmann und Manufakturbesitzer.

## Leben
Er entstammte einer hugenottischen Familie, die nach Aufhebung des Edikts von Nantes nach Königsberg ausgewandert war. Seine Eltern waren der Seidenhändler Mathieu Vernezobre de Laurieux (1652–1706) und Anne Fournier (1668–1748). Er begann, wie auch sein jüngerer Bruder Daniel, der später in London eine Niederlassung gründete, als Seidenhändler und ging früh als Kaufmann nach Holland und Frankreich, wo er ein sehr großes Vermögen machte. 1719 war er Kassierer der Compagnie des Indes des John Law und hatte möglicherweise sein Vermögen auf nicht ehrenvolle Weise erworben. 1720 ging er nach Berlin und stieg in Preußen zu einem erfolgreichen Großkaufmann und Manufakturbesitzer auf. 1721 wurde er von Friedrich Wilhelm I. zum Geheimen Rat ernannt und in den erblichen Freiherrenstand erhoben. Er nannte sich nun Franciscus Matthäus Baron von Vernezobre de Laurieux, Erbherr auf Châtelard. Bald darauf wurde er mit dem Orden de la Générosité geehrt. 1723 übernahm er eine Zuckersiederei in Stettin, die aber nicht lange bestand. Er erwarb die Güter Hohenfinow und Tornow, einige Jahre darauf das benachbarte Sommerfelde und 1731 das uckermärkische Rittergut Polßen. In der Lausitz erwarb er einen Güterkomplex, bestehend aus den Dörfern Krieschow, Briesen, Brahmow und Milkersdorf. Das Briesener Herrenhaus ließ er zu einem Barockschloss erweitern. In Berlin erwarb er 1721 das unfertige Haus des Generalmajors Pierre de Montargues in der Burgstraße 25 und ließ es ausbauen. 1737–1739 ließ er ein Palais in der Wilhelmstraße errichten, das später als Prinz-Albrecht-Palais bekannt wurde.

## Familie
Mit seiner Ehefrau, seiner Cousine Marie Henriette Vernezobre (1697–1748) hatte er vier Söhne und vier Töchter. Zwei Söhne starben schon vor ihm. Der älteste Sohn Mathieu (1720–1782) erbte die Güter Hohenfinow, Tornow, Sommerfelde und Polßen, sowie das zum Erwerbspreis überlassene Haus in der Burgstraße, das er 1762 an Daniel Itzig verkaufte. Der zweite Sohn Friedrich Wilhelm (1721–1781) erhielt die Güter in der Lausitz. Das Haus Wilhelmstraße wurde als gemeinsames Erbe 1760 verkauft. Die Töchter heirateten alle in den Märkischen und Pommerschen Adel.

## Trivia
Über den Zusammenhang des Baus des Palais in der Wilhelmstraße und der Vermählung seiner jüngsten Tochter Jeanne Gasparde (1718–1770) gibt es die Erzählung, dass König Friedrich Wilhelm I. von ihm forderte, die Tochter mit dem von ihr abgelehnten damaligen Major Friedrich Wilhelm Quirin von Forcade zu vermählen und er die Heirat nur abwenden konnte, indem er anbot, in der vom König für den Bau von repräsentativen Palais vorgesehenen Wilhelmstraße eine Stadtresidenz zu errichten. So konnte seine Tochter 1738 den von ihr erwählten Baron Jean Jaques Digeon de Monteton (1701–1765) heiraten. Über diese Geschichte erschien im 19. Jahrhundert sowohl eine Novelle von Wilhelm Petsch (Jeanne Gasparde.) als auch ein Theaterstück von Charlotte Birch-Pfeiffer (Wie man Häuser baut.).